# Jérôme Gosset
Jérôme Gosset (* 7. Juni 1979 in Sambreville, Belgien) ist ein belgischer Tänzer und Choreograph. 

## Leben
Er studierte an der Royal Ballett School of Flanders in Antwerpen und begann seine Tanzkarriere 1998 am Opernhaus Nürnberg unter der Direktion von Daniela Kurz. Nachdem er zwei Jahre zum Ensemble des Staatstheaters Kassel und weitere fünf Jahre zum Mainfrankentheater Würzburg gehört hat, ist er seit 2007 freischaffend tätig. Seither führte ihn seine Tätigkeit an das Tiroler Landestheater Innsbruck, an das Staatstheater Nürnberg, an das Stadttheater Fürth und an das Stadttheater Nordhausen.
Im Laufe seiner Karriere arbeitete er u. a. als Solist mit den Choreographen Birgit Scherzer (M1 in Requiem!!), Youri Vamos (Schwan in Carmina Burana), Hans Henning Paar (Pater Lorenzo in Romeo und Julia), Ralf Dörnen, Fernanda Guimaraes (Theodoro in Dona Flor und ihre zwei Ehemänner, Tonico in Gabriella). 2009 tanzte er Auguste Rodin in Jutta Wörnes Ballett Camille Claudel.Bildhauerin. am Theater Nordhausen.
Seine erste eigene Choreographie präsentierte er 2004 im Rahmen eines Young-Choreographer Abends am Mainfrankentheater Würzburg. Seit seiner freiberuflichen Tätigkeit ist er auch verstärkt als Choreograph und Trainer beschäftigt. So assistierte er im März 2009 Royston Maldoom bei seinem Workshop „Introduction to Dance“ in Würzburg und erarbeitete eine der vier Choreographien für die j.unior k.ompanie w.ürzburg, welche ebenfalls im März 2009 im tanzSpeicher Würzburg uraufgeführt wurde.
Im Jahr 2010 war er als Tänzer und Co-Choreograph wesentlich an den erfolgreichen Produktionen Borderlines der Kompanie Konstantin Tsakalidis sowie bei And so what!, einem Tanz-in-Schulen-Projekt mit 60 Jugendlichen und der Big-Band des Hessischen Rundfunks, beteiligt.
Als Gründungsmitglied des Vereins „Runder Tisch Tanz Würzburg/Mainfranken e.V.“ war er Mitorganisator des Tanzfestivals Würzburg tanzt!, das im Juli 2011 stattfand.